# Hospiteerborrel
Een hospiteerborrel, hospiteeravond of instemming is een bijeenkomst van studenten waarbij wordt gekeken welke persoon in een vrijgekomen studentenkamer kan gaan wonen. Vaak vindt dit plaats in een studentenhuis of studentenflat. Dit geschiedt in principe slechts met goedvinden van de eigenaar, die immers het laatste woord heeft. Voor de bewoners is het voordeel dat ze iemand kunnen uitkiezen met wie het klikt, terwijl de eigenaar meer zekerheid heeft dat de nieuwe bewoner zich als een goed huurder gedraagt door de sociale controle van de bewoners onderling. Bovendien hoeft de eigenaar nu zelf geen actie meer te ondernemen om een nieuwe huurder te vinden.
Doorgaans wordt er eerst een advertentie geplaatst op een website of op een mededelingenbord van de universiteit of faculteit. Studenten die een kamer zoeken kunnen hierop reageren, waarna inwoners van het studentenhuis een keuze maken wie zij uitnodigen voor een hospiteerborrel in het huis zelf. Bij een hospiteerborrel kunnen de kamerzoekenden beoordelen of ze de kamer goed vinden, en de inwonenden kunnen zo kennismaken met verschillende mensen, zodat ze een keuze kunnen maken over wie er het meest geschikt is voor de kamer en het huis.
Er is meestal geen tijdsbepaling voor een hospiteerborrel. Ook kunnen de kamerzoekenden cadeaus meenemen, zodat de inwonenden de hospiterende eerder zullen aannemen. Dit gebeurt vooral bij verenigingshuizen. Wie uiteindelijk wordt gekozen wordt direct na de hospiteerborrel besloten, en de uitverkorene zal dat spoedig te horen krijgen.